# اد بلفور
اد بلفور (انگلیسی: Ed Belfour؛ زادهٔ ۲۱ آوریل ۱۹۶۵) بازیکن هاکی روی یخ اهل کانادا است.
وی همچنین برندهٔ جوایزی همچون تالار افتخارات هاکی و جام استنلی شده‌است.